# De to Violiner
De to Violiner er en dansk stumfilm fra 1908 produceret af Nordisk Films Kompagni. Filmens instruktør er ukendt.

## Handling
Denne artikel mangler et handlingsreferat. Hjælp os med at skrive det.